# Varsánygyüre
Varsánygyüre Szabolcs-Szatmár megyei község 1978. december 31-én jött létre Gyüre és Nagyvarsány községek egyesítésével.

## Története
A település népszavazással döntött a szétválás mellett, a rendszerváltás utáni első önkormányzati választáson azonban még közös önkormányzatot alakítottak. A település polgármesterévé ekkor Szűcs Ilona független jelöltet választották, aki 1986 óta már tanácselnökként vezette az egyesített községet.
A település 1991. január 1-jével kettévált, a március 3-án tartott időközi választáson Gyüre első emberének Zsoldos Ferencet, Nagyvarsány polgármesterének pedig Szűcs Ilonát választották, aki 2014-ig vezette a települést.